# Fang Løven
Fang Løven (japansk: どうぶつしょうぎ, dōbutsu shōgi) er en forenklet udgave af spillet shogi med dyremotiver på brikkerne.
Spillereglerne er opfundet af Madoka Kitao som er en professionel shogi-spiller, og grafikken er lavet af Maiko Fujita som er en forhenværende professionel shogi-spiller. De ville lave et spil som kunne introducere shogi til begyndere og spilles af både børn og voksne. Spillet blev først annonceret i Japan i 2008 og blev hurtigt populært. Det er solgt internationalt fra 2009.
Spillebrættet har 12 felter og 8 brikker. Hver spiller har en løve, en elefant, en giraf og en kylling. Man vinder hvis man fanger modstanderens løve eller får sin egen løve placeret inderst i modstanderens område. Spillet kan spilles af børn fra 4 år og opefter. Spilletiden er ca. 10 til 15 minutter.
Fang Løven spilles efter de samme principper som shogi som har 81 felter og 10 brikker for hver spiller. Det er forenklet, men stadig komplekst nok til at være interessant og øve strategier.